# Desmodium oojeinense
Desmodium oojeinense là một loài thực vật có hoa trong họ Đậu. Loài này được (Roxb.) H.Ohashi miêu tả khoa học đầu tiên.